# Richard Bois
Pour les articles homonymes, voir Bois (patronyme).
Richard Bois est un réalisateur, compositeur et artiste plasticien contemporain français né le 19 mai 1963. 

## Biographie

### Les débuts: compositeur et monteur
Dès 1983, il compose ses premières musiques de films. Il crée, en 1988, "Lutecia Son", studio de création sonore et musicale ("sound design") équipé d'un Synclavier 9600, système informatique uniquement utilisé alors par le G.M.E.M. (Marseille), l’IRCAM et quelques rares compositeurs.
Il crée en 1994 sa propre société de production : Ruwenzori, en référence aux paysages de son enfance (la chaîne du Ruwenzori est une chaîne de montagnes de l'Afrique centrale, située sur la frontière entre l'Ouganda et la République démocratique du Congo). Dès l’origine, cette société éditait et produisait sa musique ayant travaillé comme compositeur sur de nombreux documentaires et fictions.
Il réalise des courts-métrages expérimentaux, et à partir de 1995, il monte l'image de plusieurs numéros des Brûlures de l’Histoire, mais également de documentaires et téléfilms dont il fait aussi la musique, notamment pour Christophe Muel (George Orwell), Hervé Hamon (Chasseurs de tempêtes), Elisabeth Kapnist (Vaslav Nijinski, une âme en exil).
La composition pour « L'Ennemi Intime » de Patrick Rotman sur la violence pendant la guerre d'Algérie (qu'il monte aussi) pour France 3 en 2002 et plus dernièrement du même réalisateur,  « Les Survivants », sur la libération des camps de la mort, pour France 3 en 2005, ont été ses dernières partitions. Un ensemble symphonique pour l'Ennemi Intime, et pour Les Survivants, le groupe compact d'une quinze musiciens pour une musique minimaliste à mi-chemin entre musique contemporaine et jazz, donnent naissance à un CD de la BOF de Les Survivants.

### Premières expériences de réalisation
Parallèlement à son travail de monteur et compositeur et toujours dans l’univers du documentaire, Richard Bois s’initie peu à peu au travail de réalisateur et les projets personnels se multiplient. 
Il réalise un documentaire/enquête diffusé sur France 2 en 2000, sur l'Inspection du Travail intitulé « La dernière digue ». Après « Journ(ey)ées aux pays des percussions » (2000), documentaire sur la mondiale diversité des percussions réunies dans un festival, "PerKumania", organisé au Conservatoire Supérieur de Paris, il coréalise avec Jean Charruyer, « M'aime pas mal ! » (2003), documentaire long métrage produit pour France 2. Le film s'attache à comprendre le travail des éducateurs sans cesse au cœur des vies brisées d'enfants en misère sociale, abandonnés par leurs parents, battus ou violés.
Fin 2007, il tourne " Au milieu de l'orchestre ", sur le travail en répétition de Jean Claude Casadesus. Le pitch du documentaire consiste à intégrer, au beau milieu de l’orchestre, des cadres dirigeants d’Auchan venus observer et commenter la méthode de dirigeance  du chef d’orchestre avec ses musiciens. Ce documentaire, produit par Kuiv productions, est diffusé en 2008 sur France 2. Il est sélectionné au FIPA (festival international de programmes audiovisuels) en 2009.
Le travail de Richard Bois s’orientant définitivement vers le montage et la réalisation, il fait évoluer celui de sa société de production, Ruwenzori, dont la politique s’était jusque-là articulée autour de projets développés et cédés à des coproducteurs devenus producteurs à part entière. Ruwenzori développe et porte désormais ses propres projets : 
« Zicocratie » (2011-2012), documentaire sur Andy Emler et son « Megaoctet » (orchestre de neuf musiciens), est le premier long-métrage réellement produit par Ruwenzori. La Compagnie Aime l’Air (structure de l’orchestre) participe en numéraire en tant que coproducteur. Ce documentaire obtient également le Fond pour la Création Musicale. 
Le tournage suit sur un an l’enregistrement du nouveau répertoire musical du Megaoctet, constituant un document inédit sur le processus de création d’un ensemble qui fait ses preuves dans l’univers du jazz contemporain. L’axe de narration qui rend ce film unique et pertinent s’attache à décrypter l’exercice du pouvoir (autorité) qu’exerce Andy Emler avec ses musiciens. S’appuyant sur le principe d’ « Au milieu de l’orchestre » (2008) pour l’approfondir, le pitch de « Zicocratie » est donc d’installer au milieu des répétitions des hommes et des femmes de pouvoir  issus du tissu économique, du milieu politique ou stratégique, de l’industrie, du sport de haut niveau, du monde urgentiste ou des médias. Ils analysent les pratiques d’Andy Emler et les comparent à leur propre expérience du pouvoir. 
Parallèlement, Richard Bois réalise également des captations de concerts/ spectacles. Il travaille notamment pour Claude Tchamitchian (Les lumières d'Etchmiadzine). En mai 2012,il réalise pour la compagnie Vertigo, le teaser de leur dernière création Daisy Stoir et Mister not'.

### Performances et installations
En parallèle de son activité de réalisateur, Richard Bois exerce également une activité d’artiste plasticien, sculpteur et photographe. 
Passionné par la musique et la vidéo à la fois, ses installations sont souvent à la croisée des deux genres, questionnant le rapport entre les deux. Dans « Au matin », pièce pour marimba, vibraphone, percussions et vidéo réalisée avec Laurent Mariusse (percussionniste), une femme s’éveille, encore embuée dans un rêve matinal flou. La partition musicale est l’épine dorsale de la dramaturgie (c’est la musique qui déclenche la vidéo). Mais l’image a un pouvoir très fort et son enchaînement, même simple, doit pouvoir suivre. Et c’est tout le paradigme qui est soulevé dans cette écriture bicéphale. Richard Bois écrit à ce sujet : « Musique et image. Eternel mariage, impossible mariage. Soit la musique est composée pour le film, soit l’image habille les notes. Voulant sortir de ces rapports figés, j’ai écrit en même temps l’image et les notes ». Que la musique retrouve une maîtrise sur l’image et que l’image se laisse guider par la musique ! Un nouvel ordre des valeurs entre ces deux sœurs ennemies.  
« Un femmes » (2011), installation photo-vidéo-musicale, constitue la première création labellisée à part entière « Ruwenzori ». Quarante-huit femmes sont invitées à prononcer les mots « un » et « femmes » à leur guise, face à la caméra. Deux mots dits et répétés à outrance, jusqu’à la perte totale de sens. Voyage ludique et contemplatif, « Un femmes » est une vision masculine de la femme exprimée par des femmes et susurre une infamie bienveillante, humoristique et poétique. Cette installation est diffusée sur dix jours à Grenoble (dans le cadre des Artistes de Chartreuses) puis au cinéma Le Grand Action à Paris en octobre 2011, évènement relayé par l’émission « court-circuit » d’Arte en avril 2012. Pour plus de détails, consulter le blog "Un femmes". 
Autre projet en cours de préparation, « Amour au mur », dans lequel un pinceau dépose sur les murs de la ville une peinture singulière : des baisers qui s’enchaînent les uns aux autres et presqu’aussitôt s’effacent pour permettre aux bâtiments de retrouver leur vie tranquille. Dans la réalité, c’est un camion qui projette des images sur les murs en se déplaçant dans la ville ! Un orchestre, installé dans le camion, accompagne le cortège au fil du parcours. Ce projet ambitieux (en termes d’investissement, de recherche et de réalisation) est actuellement soumis au CNAP (Centre national des Arts plastiques) et se destine à une manifestation artistique de grande ampleur telle qui Nuit Blanche.

### Sculpture et photo
Richard Bois réalise des sculptures de sable depuis toujours.Deux projets ont puisé leur inspiration dans ces sculptures : 
« Poing de répit », une performance de sculpture en sable dans laquelle un poing surgit de terre et se referme (réalisation « pose par pose » du poing en sable, technique du stop motion). Cette performance se destine à des manifestations artistiques telles que Nuit Blanche, le festival Trot’art à Lognes ou encore Paris plages. 
« C’est AAA nous  », où une nuée de mains sculptées investissent  le patrimoine urbain (projet conçu pour la Bastille à l’origine), comme une réaffirmation  de la valeur de ce patrimoine public et le refus d’abandonner nos prérogatives  culturelles dans un monde où tout devient facturable, individuel, propriété. Comme une protection de son trésor, ces mains gardent et protègent le bien commun.
Richard Bois travaille également comme photographe et réalise des séries/ reportages à plusieurs reprises, sur commande. Ayant passé toutes ses vacances en Bretagne pendant des années, dans la maison de son père, il s’intéresse à la culture maritime depuis le plus jeune âge. Il a réalisé diverses séries photographiques de paysages bretons autour de la commune de Plœmeur et dispose également  d’une série sur la frégate « De Grasse » de la Marine Nationale effectuée en novembre 2008 et mars 2009.